# بیل مار
ویلیام "بیل" مار جونیور (به انگلیسی: William "Bill" Maher, Jr) زادهٔ ۱۹۵۶ در شهر نیویورک، از شخصیت‌های مشهور تلویزیونی آمریکا است.

## زندگی هنری
وی مجری ارشد و سر ویراستار شبانگاهی برنامهٔ تلویزیونی پخش زنده با بیل مار از شبکه سراسری اچ بی او است.

## زندگی شخصی
مار که در نیویورک زاده شد، دانش‌آموخته دانشگاه کرنل در دو رشته تاریخ و ادبیات انگلیسی است.

## آثار

### فیلم‌شناسی
- یک میلیون راه برای مردن در غرب (۲۰۱۴)
- رلیجلس (۱۳۸۷–۲۰۰۸) .... خودش
- Swing Vote (2008) .... Himself
- The Aristocrats (2005) .... Himself
- Tomcats (2001) (uncredited) .... Carlos
- EDtv (1998) … Himself
- Bimbo Movie Bash (1997)
- Don't Quit Your Day Job (1996) .... Comic's Table
- Say What? (1992) .... Host
- Pizza Man (1991) .... Elmo Bunn
- Cannibal Women in the Avocado Jungle of Death (1989) … (aka Jungle Heat or Piranha Women in the Avocado Jungle of Death) .... Jim
- Out of Time (1988) .... Maxwell Taylor
- House II: The Second Story (1987) .... John
- Ratboy (1986) .... Party Guest
- Club Med (1986) .... Rick
- Rags to Riches (1986) (aka Foley and the Girls From St. Mags) .... Freddie
- D.C. Cab (1983) (aka Street Fleet) .... Bob

## جستارهای مربوط
- کیتی کوریک
- چارلی رز
- جی لنو
- جان استوارت